# Triumph Herald
La Triumph Herald est une automobile du constructeur britannique Triumph construite entre 1959 et 1971. Œuvre de Giovanni Michelotti, elle se décline en berline, coupé, cabriolet, break et fourgonnette. Elle est distribuée à près de 300 000 exemplaires. Elle suit la Standard Eight dans la gamme, le nom « Triumph » étant plus vendeur.
La structure à châssis indépendant de la Herald permettra à Triumph de l'utiliser pour produire d'autres automobiles plus ludiques, également conçues par Michelotti :
- la Triumph Vitesse, une berline à moteur six-cylindres ;
- la Triumph Spitfire, un roadster à moteur quatre-cylindres ;
- la Triumph GT6, un coupé à moteur six-cylindres.

Comme l'Herald, tous ces véhicules se caractérisent notamment par un capot d'une seule pièce intégrant les ailes avant, permettant un accès facile au moteur.

## Présentation

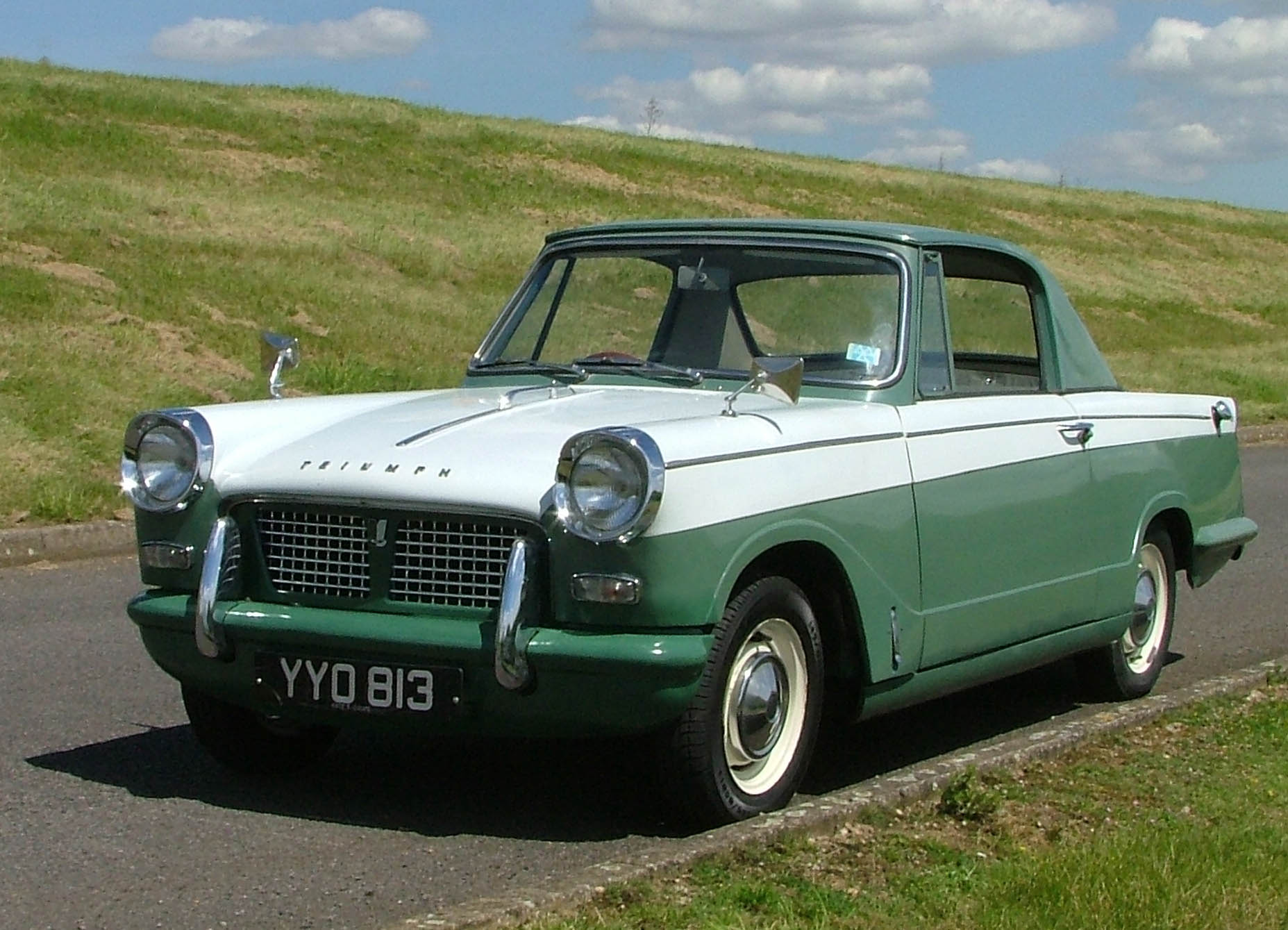
Une Triumph Herald 948 cm3 Coupé de 1960.

De nombreux modèles seront livrées d'origine avec une élégante livrée bicolore contrastée : capot et ceinture de caisse clairs, le reste sombre.
La technique du châssis séparé recevant une carrosserie faite d'éléments de tôle boulonnés est un retour en arrière par rapport à la modernité de la construction monocoque. Elle est dictée par les restructurations dans l'industrie automobile britannique de l'époque ; en effet, les carrosseries industrielles capables de réaliser des monocoques, Fisher Bodies et Pressed Steel viennent d'être rachetées par le groupe British Leyland dont le patron, Sir Leonard Lord cherche à éliminer la concurrence. Alick Dick, le PDG de Standard Triumph doit alors se tourner vers des entreprises plus modestes fournissant des panneaux de carrosserie de dimensions réduites qu'il intégrera sur un châssis classique. Très habilement, en vertu du proverbe britannique qui veut que « dans toute chose négative, il y a quelque chose de positif », il saura utiliser les avantages de cet inconvénient : en effet pour exporter des véhicules à l'étranger sans payer des droits de douane prohibitifs, il faut utiliser le système du CKD (Completely Knocked Down, ou « entièrement en pièces détachées ») et faire réassembler les véhicules dans les pays d'exportation avec de la main d'œuvre locale et des « usines-tournevis », chose à laquelle la Trimph Herald se prête beaucoup mieux qu'une voiture monocoque. Les Triumph Herald seront ainsi exportées dans de nombreux pays, pas seulement du Commonwealth britannique.
Une version indienne, avec quatre portes (pour les passagères vêtues de saris) sera produite à Madras et des versions restylées par un designer local nommé Nasir Hussein, les Standard Gazel continueront d'être fabriquées longtemps après la fin de la production au Royaume-Uni. 
Autre avantage, la fabrication de la voiture en panneaux séparés permet de décliner de nombreuses versions (break, fourgonnette tôlée, berline coach, cabriolet, coupé, etc.) sans gros frais d'outillage sur un châssis de base. Dernier avantage, les réparations à la suite d'un accident sont faciles et assez peu coûteuses.
Le total de la production des diverses versions de la Herald et de la Vitesse en Angleterre dépassera le demi-million d'exemplaires, le chiffre de production des versions CKD export n'est pas connu.

## Culture populaire
Une Triumph Herald figure dans l'album des aventures de Tintin L'Île Noire (dans l'édition redessinée et colorisée des années 1960 pour laquelle Bob de Moor, le bras droit d'Hergé, avait entrepris un voyage documentaire en Ecosse). 
Tintin et Milou, lancés à la poursuite du docteur Müller sont pris en auto-stop par deux obligeants touristes anglais qui tractent une caravane derrière leur pimpante Triumph Herald décapotable. Peut-être parce que la Herald est une stricte deux-portes, Tintin et Milou montent dans la caravane (une Eccles 305) dont l'attelage casse en pleine côte, expédiant la roulotte contre un pommier dans un verger où Tintin se voit dresser contravention à rallonge pour camping illégal, bris de barrière, baignade interdite et cueillette illicite de pommes. Pendant ce temps le flegmatique jeune couple ne s'est aperçu de rien, le conducteur se bornant à remarquer que « le moteur tire mieux en côte, maintenant qu'il est chaud ».